# スチュアート・マクロスキー
スチュアート・マクロスキー（Stuart McCloskey、1992年8月6日 - ）は、ユナイテッド・ラグビー・チャンピオンシップ、アルスターに所属するラグビー選手。

## プロフィール
- アイルランド・バンガー出身[1]。
- ポジションはセンター(CTB)。
- 身長 193cm、体重 110kg
- アイルランド代表キャップは15（2024年2月現在）でラグビーワールドカップ2023のアイルランド代表に選ばれた[2]。

## 略歴
2013年、アルスターに加入。 